# Avidemux
Avidemux is een vrij en opensourcevideobewerkingsprogramma voor Windows, macOS en Linux. Het programma is geschreven in C++ gebruikmakend van de Qt of GTK+-toolkit. Het is beschikbaar in het Engels, Tsjechisch, Frans, Italiaans en Duits.

## Ondersteunde formaten
| Multimedia container bestandsformaten                | Multimedia container bestandsformaten | Multimedia container bestandsformaten |
| Naam                                                 | Als input                             | Als output                            |
| ---------------------------------------------------- | ------------------------------------- | ------------------------------------- |
| Audio Video Interleave en OpenDML (.AVI)             | Ja                                    | Ja                                    |
| Advanced Systems Format (.ASF, .WMV en .WMA)         | Ja                                    | Nee                                   |
| Flash Video (.FLV)                                   | Ja                                    | Ja                                    |
| Matroska (.MKV)                                      | Ja                                    | Ja                                    |
| MPEG program stream (.MPG, .MPEG)                    | Ja                                    | Ja                                    |
| MPEG transport stream (.TS)                          | Ja                                    | Nee                                   |
| MPEG-4 Part 14 (.MP4)                                | Ja                                    | Ja                                    |
| NuppelVideo                                          | Ja                                    | Nee                                   |
| OGM (.OGM)                                           | Ja                                    | Ja                                    |
| QuickTime (.MOV)                                     | Ja                                    | Nee                                   |
| 3GP                                                  | Ja                                    | Nee                                   |
| Afbeeldingsformaten                                  |                                       |                                       |
| Naam                                                 | Als input                             | Als output                            |
| Windows bitmap (.BMP)                                | Ja                                    | Ja                                    |
| JPEG (.JPG, .JPEG)                                   | Ja                                    | Ja                                    |
| Portable Network Graphics (.PNG)                     | Ja                                    | Nee                                   |
| Videoformaten                                        |                                       |                                       |
| Naam                                                 | Als Input                             | Als Output                            |
| Cinepak                                              | Ja                                    | Nee                                   |
| Digital Video                                        | Ja                                    | Nee                                   |
| FFV1                                                 | Ja                                    | Ja                                    |
| H.263                                                | Ja                                    | Ja                                    |
| H.264/MPEG-4 AVC                                     | Ja                                    | Ja                                    |
| HuffYUV                                              | Ja                                    | Ja                                    |
| MPEG-1                                               | Ja                                    | Ja                                    |
| MPEG-2                                               | Ja                                    | Ja                                    |
| MPEG-4 Part 2                                        | Ja                                    | Ja                                    |
| Motion JPEG                                          | Ja                                    | Ja                                    |
| MSMPEG-4 v2                                          | Ja                                    | Nee                                   |
| Raw RGB                                              | Ja                                    | Nee                                   |
| SNeew                                                | Nee                                   | Ja                                    |
| SVQ3                                                 | Ja                                    | Nee                                   |
| VP3                                                  | Ja                                    | Nee                                   |
| VP6                                                  | Ja                                    | Nee                                   |
| Windows Media Video (WMV) v8                         | Ja                                    | Nee                                   |
| Audioformaten                                        |                                       |                                       |
| Naam                                                 | Als input                             | Als output                            |
| Adaptive Multi-Rate audio codec Narrow Band (AMR-NB) | Ja                                    | Ja                                    |
| Advanced Audio Coding (AAC)                          | Ja                                    | Ja                                    |
| AC-3                                                 | Ja                                    | Ja                                    |
| Linear pulse code modulation (LPCM)                  | Ja                                    | Ja                                    |
| MP2                                                  | Ja                                    | Ja                                    |
| MP3                                                  | Ja                                    | Ja                                    |
| Pulse-code modulation (PCM)                          | Ja                                    | Ja                                    |
| Vorbis                                               | Ja                                    | Ja                                    |
| Windows Media Audio (WMA)                            | Ja                                    | Nee                                   |